# アア
アア（学名：Aa）は、ラン科植物の1属。中南米高地の地生ランである。

## 特徴
葉は花茎基部にだけ生じ披針形。花茎は直立し、先端近くに小型の花を密生する。苞は膜質で長く、長く残って花を寒さから守る役割を持つと考えられる。花は小型で、花弁、萼片共に楕円形で先端が丸く、それらはよりあってやや筒状になる。唇弁は卵状。ずい柱はごく短くて、花粉塊は4個。個々の開花期間は短く、また果実の成熟期間も短いが、開花期間はきわめて長い。花序の下部から順次開花してゆき、つぼみ、開花中の花、成熟中の果実、種子を散布している果実までが同一の花茎上に同時に存在する。基部の葉がしなびて茶色に変色しても開花が続く。

## 分布など
中南米の高地に生育する地生ランである。25種が知られる。

## その他
学名の Aa については諸説あるが、1説には植物の一覧を学名のアルファベット順で作る際に一番先頭に出るようにした、との説がある。『朝日百科 植物の世界』では3巻にキュー植物目録に関する記事があるが、その中に『属としては、ラン科のアア Aa に始まり』とあり、この全15巻中、この属について触れた唯一の箇所となっている。

## 種
- Aa achalensis Schltr.
- Aa argyrolepis Rchb.f.
- Aa aurantiaca D.Trujillo
- Aa calceata (Rchb.f.) Schltr.
- Aa colombiana Schltr.
- Aa denticulata Schltr.
- Aa erosa (Rchb.f.) Schltr.
- Aa fiebrigii (Schltr.) Schltr.
- Aa hartwegii Garay
- Aa hieronymi (Cogn.) Schltr.
- Aa leucantha (Rchb.f.) Schltr.
- Aa lorentzii Schltr.
- Aa macra Schltr.
- Aa maderoi Schltr.
- Aa mandonii (Rchb.f.) Schltr.
- Aa matthewsii (Rchb.f.) Schltr.
- Aa microtidis Schltr.
- Aa nervosa (Kraenzl.) Schltr.
- Aa paleacea (Kunth) Rchb.f.
- Aa riobambae Schltr.
- Aa rosei Ames
- Aa schickendanzii Schltr.
- Aa sphaeroglossa Schltr.
- Aa trilobulata Schltr.
- Aa weddelliana (Rchb.f.) Schltr.